# Aeroporto Regionale di Montgomery
L'Aeroporto Regionale di Montgomery (in inglese Montgomery Regional Airport) è uno scalo aereo civile e militare situato a 14,5 km a sud-ovest di Montgomery, la capitale dell'Alabama.

## Utilizzo militare
L'aeroporto comprende un settore dedicato alla Alabama National Guard rinominato Dannelly Field.
Sono presenti le seguenti unità:
- 187th Fighter Wing
- Company A, 1st Battalion, 131st Aviation Regiment (Assault Helicopter)
- Detachment 2, Company C (-) (MEDEVAC), 1st Battalion, 111th Aviation Regiment (General Support)
- Detachment 4, Company B, 2nd Battalion, 641st Aviation Regiment (Fixed Wings)